# Collines de l'Albegna et de la Fiora
Les collines de l'Albegna et de la Fiora (en italien : Colline dell'Albegna e del Fiora) sont un territoire italien dans la partie centrale méridionale de la province de Grosseto en Toscane, compris entre deux fleuves, l'Albegna et la Fiora, avec les territoires des communes de  Magliano in Toscana, Scansano, Roccalbegna, Semproniano, Manciano et Capalbio, dans la zone dite « Area del Tufo ».

## Sites intéressants

### Centres historiques
- Magliano in Toscana
- Montiano (localité de Magliano in Toscana)
- Pereta (localité de Magliano in Toscana)
- Scansano
- Montorgiali (localité de Scansano)
- Roccalbegna
- Cana (localité de Roccalbegna)
- Semproniano
- Rocchette di Fazio (localité de Semproniano)
- Manciano
- Saturnia (localité de Manciano)
- Montemerano (localité de Manciano)
- Capalbio

### Châteaux, villas et domaines agricoles
- Château de Montepò (territoire de Scansano)
- Château de Cotone (territoire de Scansano)
- Château de Triana (territoire de Roccalbegna])
- Château de Catabbio (territoire de Semproniano)
- Château de Scerpena (territoire de Manciano)
- Ferme de Marsiliana (territoire de Marsiliana d'Albegna)
- Ferme de Campigliola (territoire de Manciano)
- Rocca di Montauto (territoire de Manciano)

### Abbayes et monastères
- Monastère de San Bruzio (territoire de Magliano in Toscana)
- Couvent du Petreto (territoire de Scansano)

### Parcs et jardins
- Le Jardin des Tarots (territoire de Capalbio), parc et statues de Niki de Saint Phalle.

### Sources thermales
Au pied du bourg médiéval de Saturnia (commune de Manciano) se trouvent les thermes de Saturnia, sources d'eau sulfureuse naturelles accessibles pour les bains, public et privé.

## Sources
- (it) Cet article est partiellement ou en totalité issu de l’article de Wikipédia en italien intitulé « Colline dell'Albegna e del Fiora » (voir la liste des auteurs).